# Trango
Trango eller Trangomassivet är en grupp i bergskedjan Karakoram i nordöstra Pakistan. Massivet består av fyra toppar, däribland Trango Tower (även kallat Nameless Tower) och den högsta toppen, Great Trango Tower, på 6 286 meter över havet. Massivet omges av några av världens högsta berg, till exempel K2, och är känt för sina svårklättrade bergsväggar.